# 輔音發音階段
在語言學中，輔音發音階段指的是輔音發音的階段。一般輔音會被分成3個階段：成阻、持阻和除阻。輔音指的是發聲時，某個部位阻擾氣流的整個過程。阻擾開始發生的時機謂之「成阻」，阻擾結束的時機謂之「除阻」，由成阻到除阻的阻擾時間謂之「持阻」。

## 成阻
成阻是指一個輔音氣流被阻斷的過程。

## 持阻
持阻是指一個輔音發音過程中，從氣流開始被阻斷到釋放之前的過程，通常长辅音與短辅音是指這個階段的長短。

## 除阻
除阻是指辅音的发音部位被气流冲开的过程。通常这个部分会是最容易作为一个辨识辅音的过程。